# Association irlandaise d'espéranto
L'Association irlandaise d'espéranto (en espéranto : Esperanto-Asocio de Irlando : en irlandais :  Cumman Esperanto na hÉireann ; en anglais : Esperanto Association of Ireland) est l'organisation officielle des espérantistes de l'île d'Irlande.
Son but principal est de mettre en avant l'espéranto, en tant que langue à usage international. L'association est politiquement neutre, sauf sur les affaires qui concernent ce but.
L'Association irlandaise d'espéranto est une association nationale liée à l'UEA.